# Rizzardo IV da Camino
Rizzardo IV da Camino (1274 – Treviso, 12 aprile 1312) è stato un condottiero e nobile italiano, appartenente alla famiglia dei da Camino. Fu Signore di Treviso dal 1306 al 1312.

## Biografia
Primogenito di Gherardo III e della sua prima moglie, la vicentina Ailice da Vivaro, viene nominato cavaliere nel 1295 a Rovigo dal marchese Azzo VIII d'Este. Il mese successivo sposa, per volere paterno, Caterina di Ortenburg, esponente di una potente famiglia della Carinzia interessata a commerciare con i Caminesi.
Il padre, signore di Treviso dal 1283, alla fine del XIII secolo cerca di espandere i possedimenti di famiglia in Friuli, dove spesso manda il figlio Rizzardo a stringere accordi a suo nome.
Nel 1301 già affianca il padre alla guida della città di Treviso, attività che svolgerà da solo dopo la morte di quest'ultimo, avvenuta nel 1306.
L'anno successivo, rimasto vedovo sposerà quindi la giovane Giovanna, figlia di Nino Visconti giudice di Gallura, definita da Dante la figliuola del Nin gentil.

### Il fallimento delle campagne in Friuli
Rizzardo non possiede l'acume e l'accortezza del padre, e questo gli costerà molto caro. Nel 1309, dopo aver costretto il Patriarca di Aquileia a fuggire a Venezia, si atteggia a suo protettore: il 2 ottobre con il suo esercito lo scorta fino al Castello di Udine. Entrato nella città friulana con l'inganno, Rizzardo chiede di essere nominato Capitano Generale del Friuli, e il patriarca, accerchiato, accetta. Ma la sollevazione degli abitanti della città lo costringerà alla fuga.
Nel 1311, essendo la politica di espansione ad est della famiglia miseramente fallita, firma una congiura insieme ai Ghibellini ottenendo così dall'imperatore Enrico VII la nomina di Vicario Imperiale. Il gesto, molto grave per una famiglia storicamente guelfa, gli fa perdere la stima e la fiducia del Doge di Venezia e dei nobili trevigiani e veneziani.
È concorde il giudizio degli storici e dei contemporanei che Rizzardo abbia governato Treviso peggio del padre. Rubò dalle casse cittadine e interpretò e modificò gli statuti cittadini esattamente come il padre, ma a differenza di quest'ultimo non fu amato dai suoi cittadini, per l'aumento della pressione fiscale e le accuse di stupri ed omicidi che gli vennero mosse contro, specie negli ultimi anni della sua vita.

### L'omicidio
L'epilogo fu inevitabile, e il 5 aprile 1312 Rizzardo, mentre giocava a scacchi nella loggia del suo palazzo, viene ferito mortalmente da un sicario, a sua volta subito ucciso dagli altri nobili presenti, probabilmente per eliminare le prove. Il tragico evento viene “profetizzato”, per bocca di Cunizza da Romano, nella Divina Commedia (Paradiso, canto IX, vv. 49-51):
(Dante Alighieri)
Per Dante si tratta di un omicidio politico, conseguenza del nuovo "secol selvaggio" dove ormai non si distinguono più i guelfi dai ghibellini.
Numerose sono le ipotesi su chi ordì la "ragna", ovvero la congiura: in tanti infatti, sia Guelfi che Ghibellini, avevano interesse ad eliminarlo. Tra i sospettati i nobili della città (in particolare i Collalto e gli Azzoni, i nobili padovani che temevano per l'indipendenza della loro città), il veronese Cane della Scala, addirittura il fratello Guecellone da Camino che sarà il suo successore per pochi mesi prima di essere costretto alla fuga.
Rizzardo muore il 12 aprile, dopo sette giorni di agonia, e viene sepolto nella tomba di famiglia nella chiesa di San Francesco.